# Flow (jogo eletrônico)
Flow (estilizado como flOw) é um jogo eletrônico independente criado por Jenova Chen e Nicholas Clark. Originalmente lançado em 2006 como um jogo gratuito desenvolvido em Flash para acompanhar a tese de mestrado de Chen, ele foi retrabalhado em 2007 para PlayStation 3 por sua companhia, a Thatgamecompany. A SuperVillain Studios lançou uma versão para PlayStation Portable em 2008. Em flOw, o jogador navega por uma série de planos bidimensionais com um microrganismo aquático que evolui ao consumir outros microrganismos. O projeto do jogo é baseado na pesquisa que Chen fez sobre ajuste dinâmico de dificuldade enquanto estudava na Divisão de Mídias Interativas da Universidade do Sul da Califórnia, e no conceito teórico do psicólogo Mihaly Csikszentmihalyi sobre imersão mental ou fluxo.
A versão desenvolvida em Flash de flOw teve mais de 100 000 descarregamentos em suas primeiras duas semanas após o lançamento, tendo sido jogado mais de 3,5 milhões de vezes nos dois anos seguintes. Seu relançamento para PlayStation 3 o fez o jogo mais baixado na PlayStation Network em 2007, vencendo o prêmio de "Melhor Jogo para Download" de 2008 no Game Developers Choice Awards. Ele também foi indicado a prêmios da Academy of Interactive Arts & Sciences e da British Academy of Film and Television Arts. As críticas elogiaram o visual e o áudio de flOw, porém também notaram a simplicidade de sua jogabilidade; muitos o consideraram mais uma obra de arte do que um jogo eletrônico.
flOw foi relançado em 28 de agosto de 2012 na América do Norte na Journey Collector’s Edition, uma edição especial que também inclui os outros dois títulos da Thatgamecompany: Flower e Journey.

## Jogabilidade

A versão para PlayStation 3 de flOw, mostrando a criatura do jogador no centro superior da imagem. Pequenas criaturas comestíveis podem ser vistas nas proximidades, e uma versão borrada do plano inferior, contendo duas criaturas agressivas, pode ser vista ao fundo.

Em flOw, o jogador controla uma pequena criatura semelhante a uma cobra ou um verme segmentado através de um ambiente aquático. Não há menus ou guias; o jogo começa imediatamente. O mundo de jogo, que é visto a partir de uma perspectiva de cima, consiste em planos bidimensionais sobrepostos. Uma versão borrada do plano inferior aparece ao fundo de cada plano. Os planos contém organismos de tamanho variado; a criatura do jogador tenta consumí-los automaticamente quando estão próximos. A maioria dessas criaturas são pacíficas, e são compostas por células que aumentam o número de segmentos da criatura do jogador ao serem comidas. Todos os planos, com a exceção do primeiro e do último, contém dois organismos coloridos especiais que podem mover a criatura do jogador para o nível superior ou inferior ao serem tocadas.
Alguns planos contém criaturas agressivas e multisegmentadas que morrem quando todos seus segmentos são comidos pela criatura do jogador; entretanto, elas podem comer segmentos da criatura do jogador para repor suas. Essas criaturas liberam muitas células ao morrerem, que podem restaurar a vida da criatura do jogador, aumentar temporariamente o tamanho de sua boca ou causar o nascimento de protuberâncias. Os jogadores não precisam comer esses ou quaisquer outros organismos; eles podem ir para um plano superior ou inferior em qualquer momento. Ser derrotado por criaturas agressivas não resulta em morte, porém faz com que a criatura do jogador flutue até um plano superior.

### Versão para PlayStation 3
A versão para PlayStation 3 (PS3) possui visuais melhorados e três organismos jogáveis adicionais: um que pode se mover com uma breve explosão de velocidade, um que pode paralisar outras criaturas, e outro que estoca o ponto fraco da presa. A criatura verminosa da versão Flash recebeu a habilidade para se mover mais rápido, enquanto a água-viva, que podia ser jogada na versão anterior, agora pode criar um vórtice que atrai criaturas menores. Esses movimentos especiais são acionados ao pressionar qualquer botão do controle. Quando o jogador atinge o plano final com cada criatura, o próximo tipo de organismo é liberado e fica selecionável no começo do jogo. A versão para PS3 apresenta um modo multijogador para até quatro pessoas; os jogadores podem se juntar a um jogo em progresso em qualquer momento, porém todos devem jogar com o mesmo tipo criatura. A versão para PlayStation Portable (PSP) contém todos os recursos introduzidos pela versão de PS3, porém reduz o tamanho de cada plano. Em 20 de novembro de 2007, a versão para PS3 recebeu um pacote de expansão que permitia aos jogadores do modo multijogador escolherem suas criaturas. O pacote também incluia novos inimigos, novos tipos de comida e uma nova criatura jogável com habilidade de escudo.

## Desenvolvimento

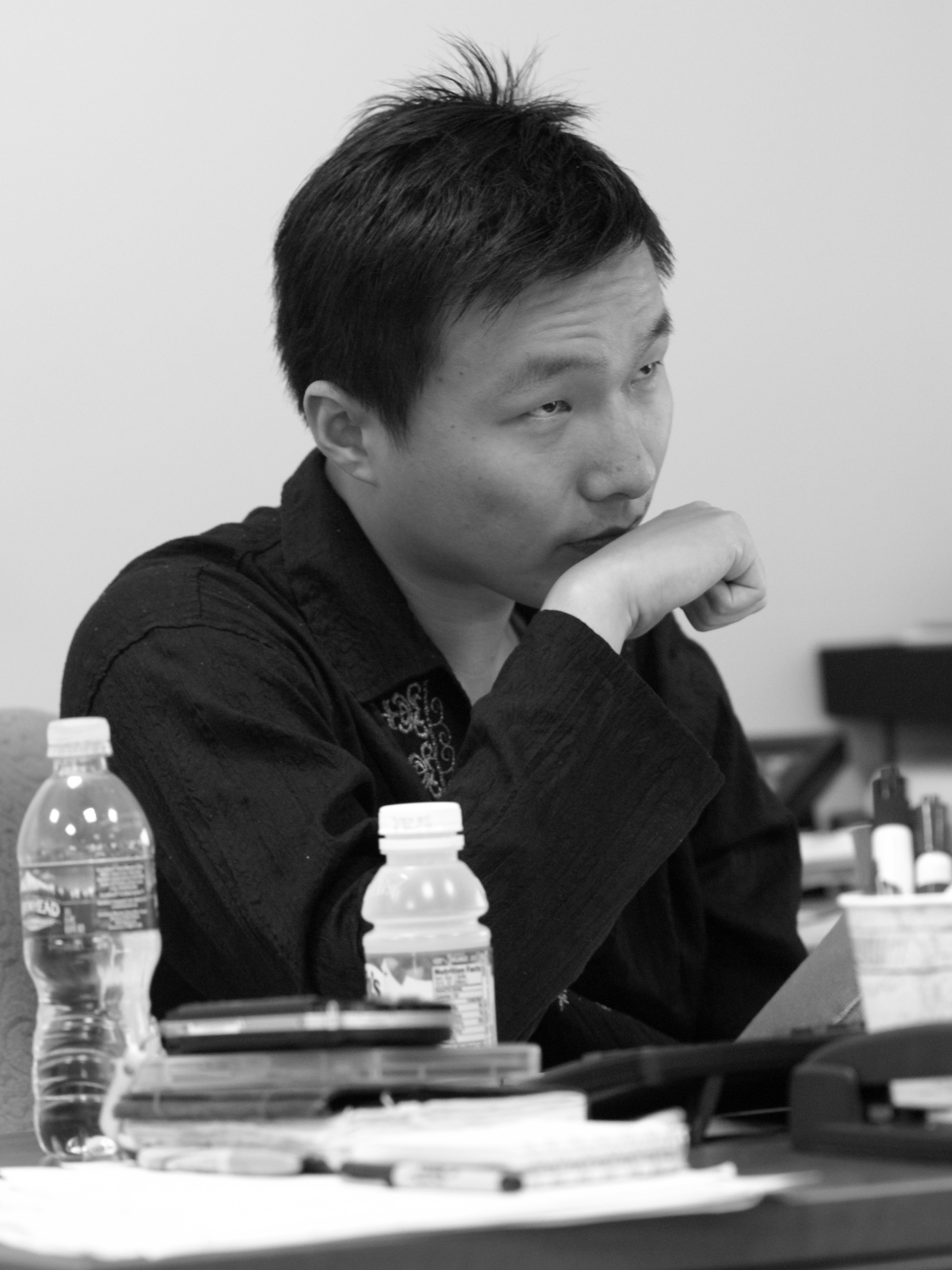
O projetista Jenova Chen em 2007.

flOw foi originalmente desenvolvido como a tese de mestrado de Jenova Chen para a Divisão de Mídias Interativas na Escola de Artes Cinematográficas da Universidade do Sul da Califórnia. Sua tese era sobre o conceito de ajuste dinâmico de dificuldade (ADD), em que o jogo ajusta suas reações basado nas ações passadas e presentes de um jogador. Ele ilustrou essas ideias com flOw, que ele criou em colaboração com Nicholas Clark. Chen implementou o ADD ao fazer com que o jogador mudasse a dificuldade do jogo subconscientemente; ele permitiu que os jogadores mergulhassem entre os planos livremente, e lhes deu a opção de comer ou não comer qualquer criatura. Os jogadores podem decidir correr até o fundo, ou crescer fortemente antes de atacarem oponentes mais poderosos. Ele descreveu flOw como "um jogo simples. É o teste mais simples de ADD ativo". Outra influência do jogo foi o trabalho do psicólogo Mihaly Csikszentmihalyi sobre fluxo, em que uma pessoa mergulha-se totalmente em uma atividade e ganha o sentimento de um foco energizado. Para alcançar esse estado, a pessoa ou jogador deve ter o controle da atividade; Chen acreditava que sua teoria de ADD dava aos jogadores o controle necessário para alcançar o fluxo durante o jogo.
O jogo foi lançado em abril de 2006, depois de dois meses de desenvolvimento – durante o qual Chen e Clark aprenderam a programar em Flash. A trilha sonora do jogo foi composta por Austin Wintory. Uma versão para PlayStation 3 (PS3) foi anunciada na PlayStation Store em maio daquele ano, e foi lançada em fevereiro de 2007. Chen já havia se formando a essa altura, e já havia fundado a Thatgamecompany, que cuidou da conversão para o PS3; Clark era um dos empregados. Impressionada por flOw, a Sony Computer Entertainment forneceu a Thatgamecompany orçamento, equipamento, empregados adicionais e ofereceu um contrato de três jogos; a versão para PS3 de flOw foi o primeiro. Chen originalmente acreditava que a conversão poderia ser finalizada em quatro meses, e que o jogo estaria pronto para lançamento em novembro de 2006 na PlayStation Network. Entretanto, quando flOw finalmente foi lançado em fevereiro do ano seguinte, ele não incluia "metade do desenho original".
Uma versão para PlayStation Portable, desenvolvida pela SuperVillain Studios, foi lançada em março de 2008. A companhia o codificou do zero, já que o código e a arte da versão para PS3 eram muito específicos da plataforma para serem reusados. O pacote de expansão para a versão de PS3 também foi desenvolvido pela SuperVillain. A Thatgamecompany não se envolveu no desenvolvimento de nenhum desses projetos além do papel de direção artística e da influência do desenho, já que eles estavam ocupados criando seu próximo título: Flower.

## Recepção
A versão Flash de flOw teve mais de 100 000 descarregamentos nas duas primeiras semanas após seu lançamento. Em julho de 2006, ele já tinha sido baixado mais de 650 000 vezes; em fevereiro de 2008, esse número já tinha chegado em 3,5 milhões. Seu relançamento para o PS3 se tornou o jogo mais baixado da PlayStation Network no ano de 2007. flOw recebeu indicações no Game Developers Choice Awards de 2008 para o Prêmio Inovação e para a categoria de Melhor Estreia, vencendo o prêmio de Melhor Jogo para Download.
O jogo foi indicado para o prémio "Melhor Jogo do Ano Para Download" em 2008 na Academy of Interactive Arts & Sciences e para o prêmio "Melhor Inovação" na cerimônia dos British Academy of Film and Television Arts (BAFTA) de 2007. A música recebeu indicações para "Melhor Música Interactiva" e "Uso de Áudio Mais Inovador" da Game Audio Network Guild. O compositor Austin Wintory ganhou o prêmio "Novato do Ano". flOw foi finalista no concurso Slamdance Guerrilla Games Competition em 2007, mas foi retirado assim como outros finalistas depois de Super Columbine Massacre RPG! ter sido removida da competição. Em 2011, foi escolhido através de uma votação popular para ser um dos 80 jogos na exposição do Instituto Smithsoniano de Arte Americana chamada de "A Arte dos Jogos Eletrônicos".
flOw foi bem recebido pela crítica, que se focaram mais nas versões para PlayStation. Os visuais e apresentação foram os dois elementos mais elogiados, com Chris Roper da IGN chamando-os "uma das maiores forças de Flow". Alex Navarro da GameSpot concordou, afirmando que é "muito difícil discutir com tais estéticas"; ele elogiou o uso da cor, o desenho das criaturas e a trilha sonora dinâmica. Will Freeman da VideoGamer.com chamou a flOw "atrativo e com estilo", o que faz do jogo "imensamente satisfatório de jogar". Richard Leadbetter da Eurogamer refere que o principal objetivo do jogo é "ser bonito" e ter "bons sons".
A jogabilidade teve opiniões diversas; Roper disse que "ver o que vem a seguir" era engraçado, mas reconheceu que as atividades do jogo eram limitadas para além deste aspecto. Leadbetter foi mais longe, dizendo que flOw "parece mais uma demonstração tecnológica", e que a pequena quantidade de jogabilidade existe apenas para "agir como um guia turístico" através dos visuais e do áudio. Freeman disse que "não é injusto considerar Flow vazio e sem substância". Navarro conclui que o jogo era engraçado para as poucas horas necessárias para o completar, mas faltava "uma experiência douradura de jogabilidade"; muito por culpa da "forte ênfase na estética". Luke Mitchell da PALGN, no entanto, sentiu que "qualquer coisa mais complicada retirava a experiência deste tipo de amizade natural".
Críticos acharam o jogo pouco desafiante. Roper afirmou "não há aqui nenhuma espécie de desafio", particularmente porque o protagonista do jogador não morre; Leadbetter resumiu a dificuldade como "insignificante". No entanto, ao analisar a versão para PSP, Justin Calvart da GameSpot diz que "a dificuldade do jogo magistralmente aumenta de escala para corresponder ao seu nível de habilidade" para assim não ficar "frustrante". Os críticos desprezaram universalmente o modo multijogador, onde Calvart diz "o que quer que seja, não é bom". Leadbetter chamou à versão PS3 do multijogador "pouco mais do que um adendo", e Navarro disse "não acrescenta nem um pouco de profundidade à experiência".
Acima de tudo, os críticos viram flOw mais como uma obra de arte do que um jogo eletrônico. Navarro chamou-o "obra de arte jogável", e complementou afirmando que é "vibração de um projeto de uma escola de arte". Leadbetter acreditava que era mais uma experiência do que um jogo tradicional e descreveu-o como uma "viagem ornamental". Freeman chamou a versão para PS3 de o "primeiro titulo de arte da casa". Roper resumiu flOw como "não tanto um jogo, mas mais uma experiência", e Mitchell declara que flOw "tenta fazer algo único e experimental e, a esse nível, tem sucesso".